# Radwanów (stacja kolejowa)
Radwanów – dawna stacja kolejowa w Radwanowie, w gminie Kożuchów, w powiecie nowosolskim, w woj. lubuskim, w Polsce. Została otwarta w 1911 roku przez KGS. W 1945 roku nastąpiło jej zamknięcie, a w 1948 roku likwidacja. Znajdowała się na trasie kolei szprotawskiej.